# Quintanilla de Flórez
Quintanilla de Flórez es una localidad del municipio leonés de Quintana y Congosto, en la Comunidad Autónoma de Castilla y León. El pueblo se encuentra al oeste del municipio, a orillas del río Jamuz. Se accede a la localidad a través de la carretera LE-133.
La iglesia está dedicada a La Expectación.

## Localidades limítrofes
Confina con las siguientes localidades:
- Al norte con Destriana.
- Al este con Palacios de Jamuz.
- Al sur con Pinilla de la Valdería.
- Al oeste con Torneros de Jamuz.

## Demografía
Evolución de la población
| Gráfica de evolución demográfica de Quintanilla de Flórez entre 2000 y 2017 |
|                                                                             |
| Población de derecho (2000-2017) según el padrón municipal del INE          |

## Historia
Así se describe a Quintanilla de Flórez en el tomo XII del Diccionario geográfico-estadístico-histórico de España y sus posesiones de Ultramar, obra impulsada por Pascual Madoz a mediados del siglo XIX:

Villa en la provincia de León (9 leguas), partido judicial de la Bañeza (2), diócesis de Astorga (3), audiencia territorial y capitanía general de Valladolid (20), ayuntamiento de Quintana y Congosto; Situada a la margen izquierda del río que baja de Torneros y confluye con el Órbigo; su clima es templado; sus enfermedades más comunes catarros, fiebres pútridas y dolores de costado. Tiene 34 casas; iglesia parroquial (Nuestra Señora de la expectación) servida por un cura, y una fuente de buenas aguas. Confina Castrillo de los Navos, Nogarejas, Destriana y Palacios de Jamuz. El terreno es de mediana y mala calidad y le fertilizan las aguas del mencionado arroyo. Los caminos dirigen a los pueblos limítrofes; recibe la correspondencia de la Bañeza. Producciones: centeno, patatas, lino y algunos pastos; cría ganado vacuno y lanar, y caza de perdices y liebres. Población: 34 vecinos, 120 almas. Contribución: con el ayuntamiento.
Diccionario geográfico-estadístico-histórico de España y sus posesiones de Ultramar